# Горіле
Горі́ле — село в Україні, у Березівській сільській громаді Шосткинського району Сумської області. Населення становить 319 осіб.

## Географія
Село Горіле розташовано за 12 км від м. Глухова. Знаходиться у низині річки Шостка. На відстані 1.5 км розташовані села Жалківщина, Відрадне та Клочківка.
До села примикає великий лісовий масив (дуб).

## Історія
Горіле відомо з другої половини XVII ст. Поблизу села виявлені залишки поселення епохи пізнього неоліту, у якому знайдено 178 кам'яних молотків.
З 1917 — у складі УНР, з квітня 1918 — у складі Української Держави Гетьмана Павла Скоропадського. З 1921 тут панує стабільний окупаційний режим комуністів, якому чинили опір місцеві мешканці.
Село постраждало внаслідок геноциду українського народу, проведеного урядом СРСР в 1932–1933 роках.
12 червня 2020 року, відповідно до розпорядження Кабінету Міністрів України № 723-р «Про визначення адміністративних центрів та затвердження територій територіальних громад Сумської області», село увійшло до складу Березівської сільської громади.
19 липня 2020 року, в результаті адміністративно-територіальної реформи та ліквідації Глухівського району, село увійшло до складу новоутвореного Шосткинського району.

#### Російське вторгнення в Україну (з 2022)
27 серпня 2024 року за інформацією Генштабу ЗСУ ворог завдавав авіаударів по районах населених пунктів Есмань, Ворожба, Вільна Слобода, Атинське, Горіле, Безсалівка, Глухів, Михайлівське, Угроїди, Шалигине, Ямпіль, Яструбине, Іскриківщина, Білопілля, Бачівськ, Будівельне Сумської області. Оперативне командування “Північ” інформує про обстріли села. Зафіксовано 3 вибухи, ймовірно КАБ. 
29 серпня 2024 року зафіксовано три вибухи КАБ. 